# ダーリングハーバー

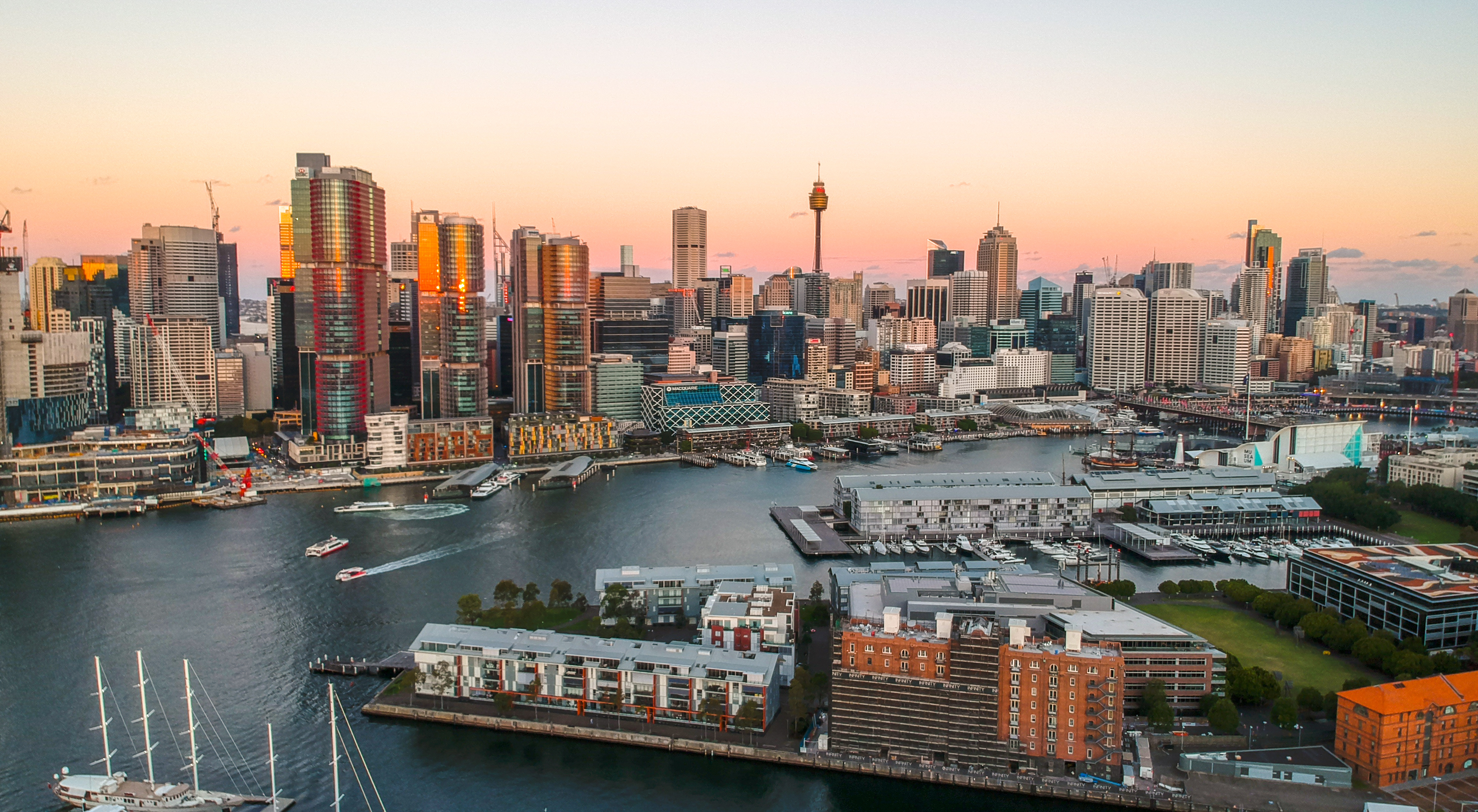
ダーリングハーバー

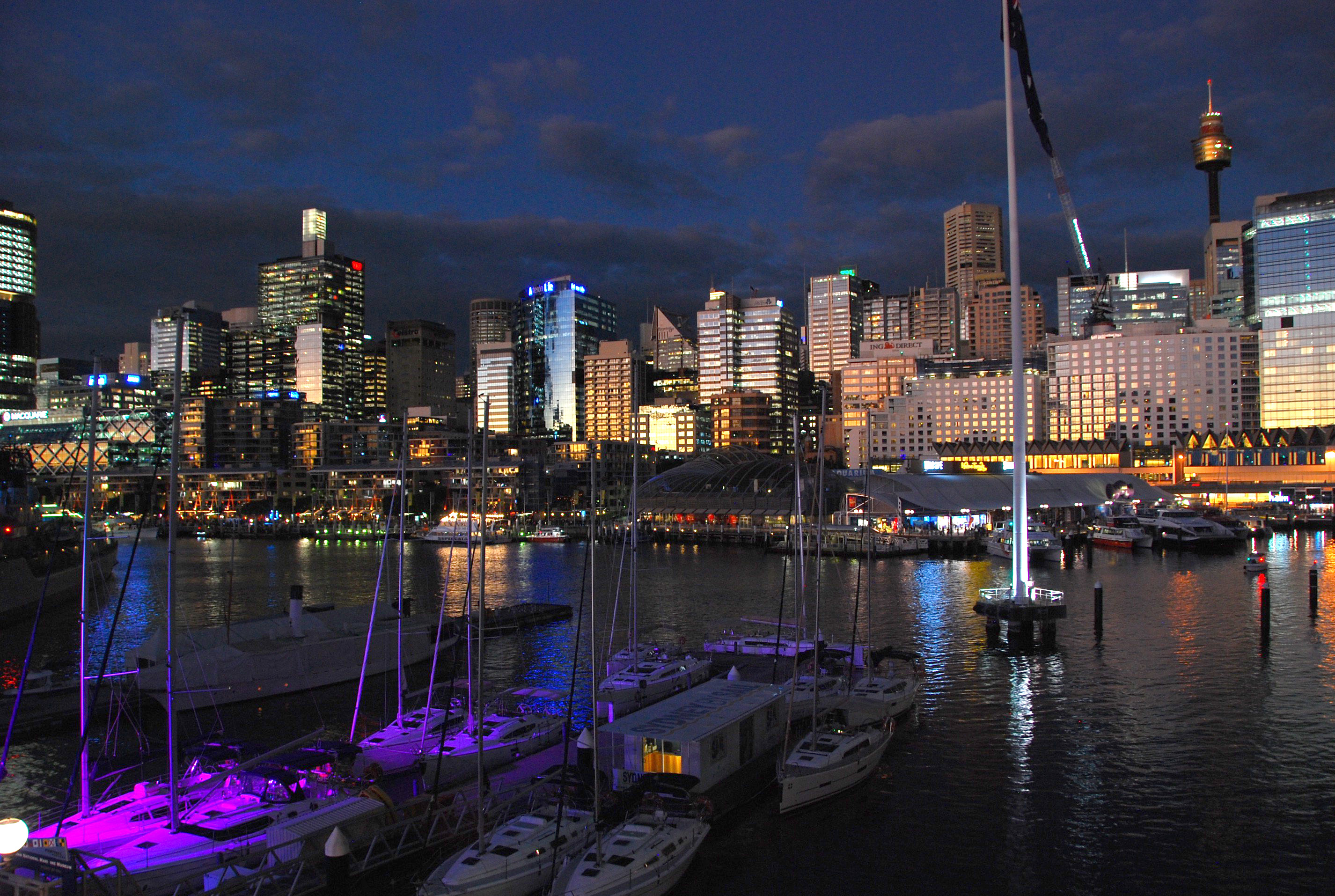
ダーリングハーバーの夜景

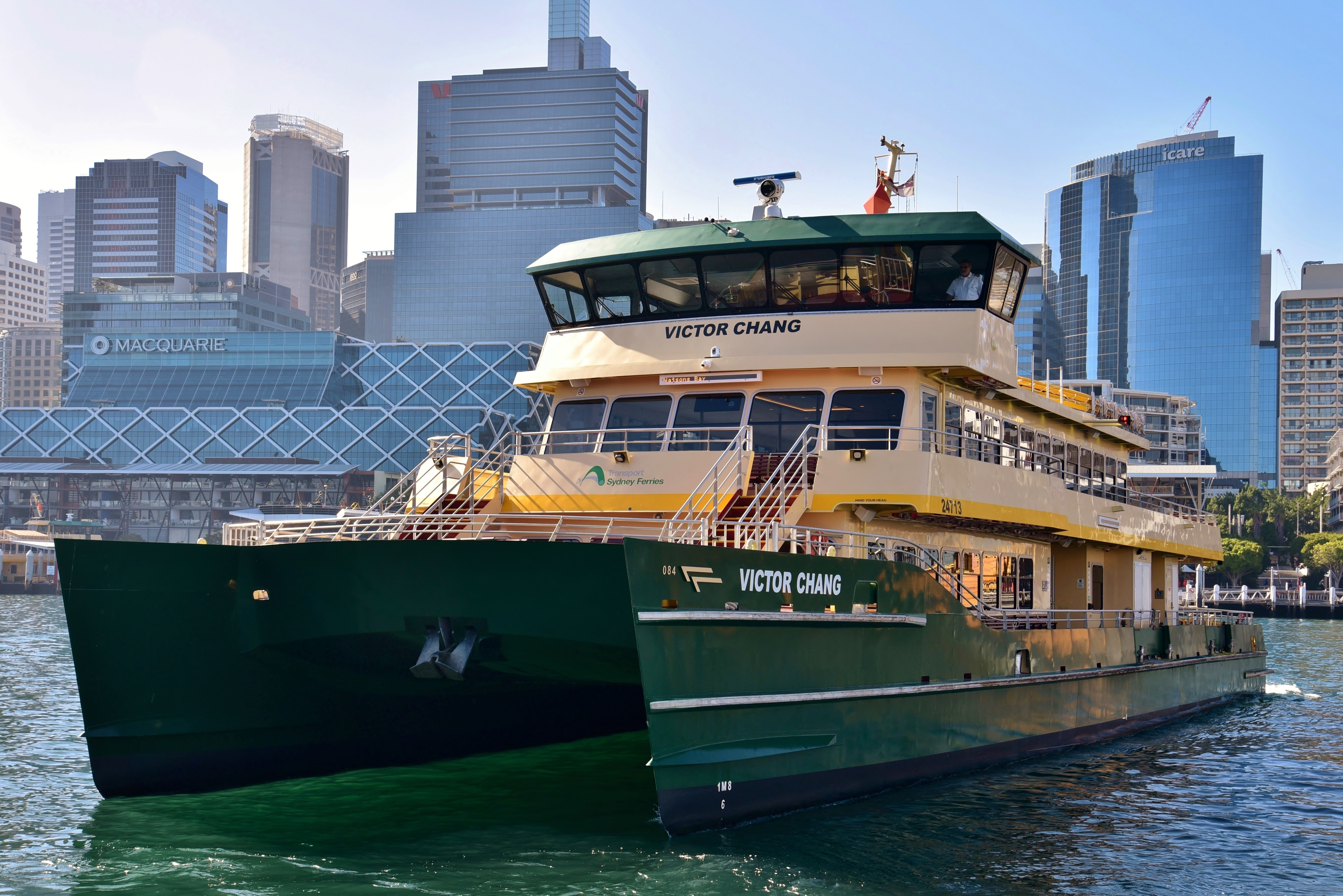
フェリー

ダーリングハーバー (Darling Harbour) は、オーストラリア連邦シドニー中心部の西部端に位置する地区である。区域はチャイナタウン (Chinatown) からキングストリートワーフ (King Street Wharf) 及びピアモント (Pyrmont) にかけてのコックル湾 (Cockle Bay) 沿岸にひろがっている。
この地区にはもともと港湾施設があり、貨物駅や倉庫、工場などが建ち並んでいた。しかし多くの設備は老朽化していたため、解体して再開発する構想が1980年代の前半に立てられた。計画は当時ニューサウスウェールズ州の公共事業を担当する大臣を務めていたローリー・ブリアートン (Laurie Brereton) を中心に進められ、オーストラリア建国200周年にあたる1988年、東側のシティサイドが開業した。
その後、西側のハーバーサイドの開発が進められ、海洋博物館やカジノなどが建設された。現在、多数のレクリエーションやショッピングの施設が集まり、そして夜景がとても綺麗なこの地区は、大勢の通行人や観光客で賑わうシドニーを代表する一大観光スポットである。

## 施設

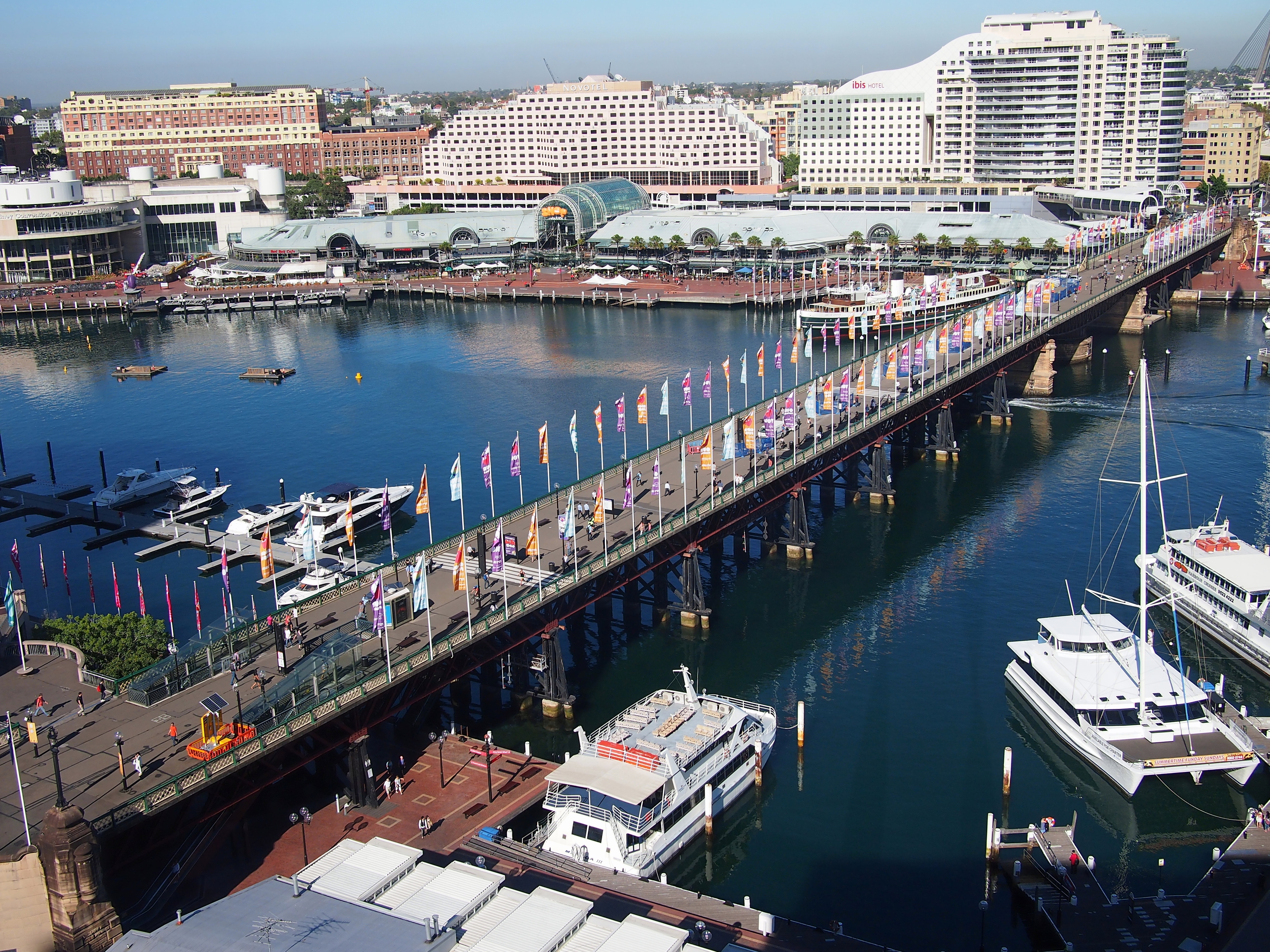
ピアモント・ブリッジ
- ダーリングハーバーのシティサイドとハーバーサイド（ピアモント側）を結ぶトラス橋。1902年完成。中央部が回転し船を通過させる構造になっている。ダーリングハーバーのシンボル的存在となっている。現在は歩行者専用。

パブリック
- シドニーエキシビションセンター (Sydney Exhibition Centre)
- シドニーコンベンションセンター (Sydney Convention Centre)

レクリエーション
- シドニー水族館 (Sydney Aquarium)
  - オーストラリア近海に生息する海洋生物が集められており、その数は約5千種に及ぶ。目玉はサメが泳ぐ水槽の中を通るトンネル。

- アイマックスシアター (LG IMAX Theatre Sydney)
  - IMAXとは“IMAGE MAXIMUM”の略であり、高さ29m・幅38mの巨大なスクリーンで3Dの映像が楽しめる。電気機器メーカーのLG電子がスポンサーとなっているが、かつてはパナソニックがスポンサーを務めていた。なお同様の映画館は、オーストラリア国内ではメルボルンにあるほか、日本では大阪・天保山にある。

- セガワールド (SEGA World)
- タンバロンパーク (Tumbalong Park)
- 中国庭園 (Chinese Gardens)
  - オーストラリア建国200年を記念して中国・広東省から贈られた広東式の庭園。

- シドニーエンターテインメントセンター (Sydney Entertainment Centre)
- パワーハウス博物館 (Powerhouse Museum)
- 国立海洋博物館 (Australian National Maritime Museum)
  - オーストラリアの歴史はキャプテン・クック抜きに語れない。それだけ海との関係は密接であり、ここではそれを知ることができる。

- スターシティカジノ (Star City Casino)
  - 200を超えるテーブルと1500台ものスロットマシンがある。スターシティとは、カジノに限らず劇場、レストラン、ホテル、プールなどが集まった複合エンターテインメント施設の総称であり、カジノは24時間営業している。

ショッピングとダイニング

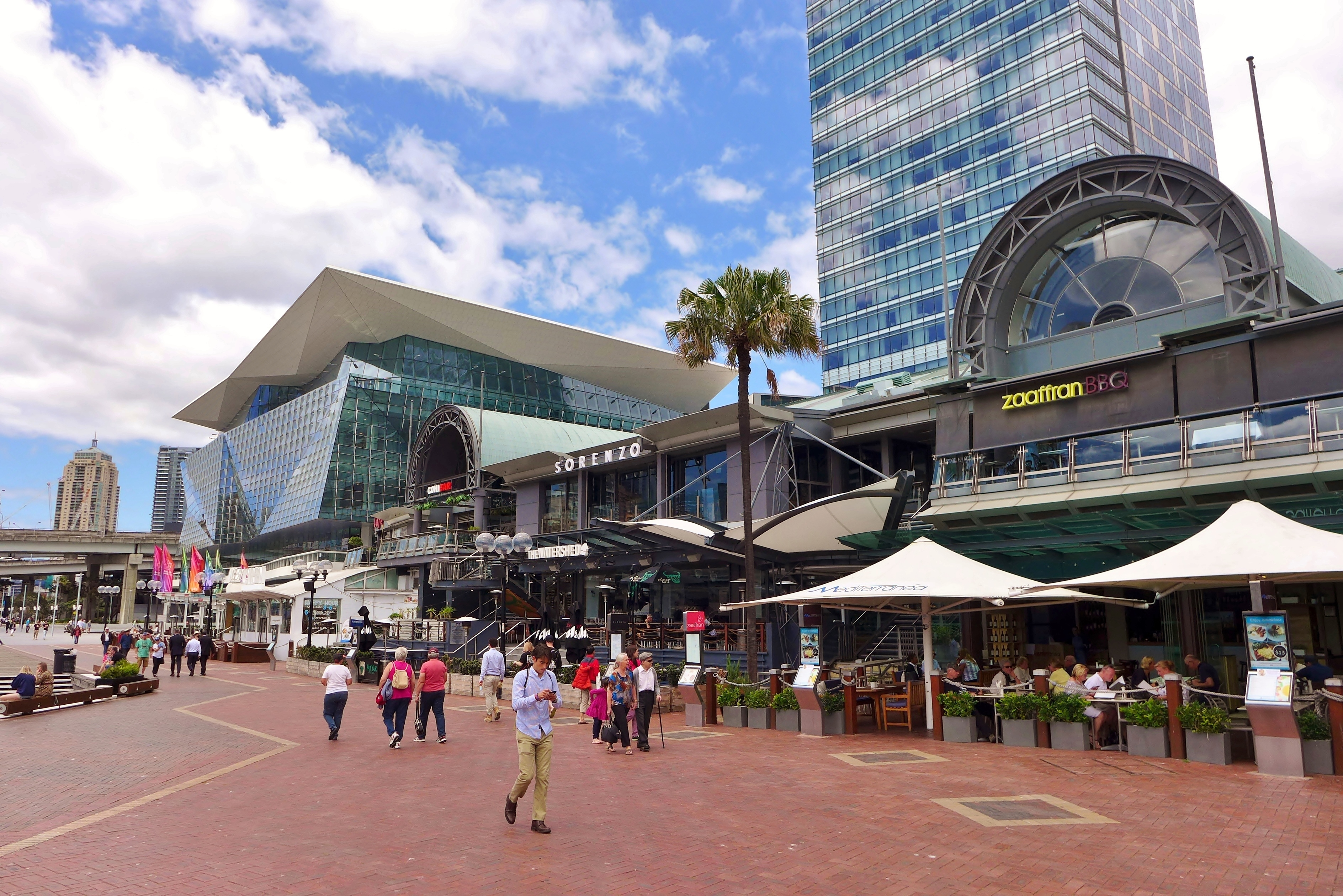
ハーバーサイド

- コックルベイワーフ (Cockle Bay Wharf at Darling Park) 
  - 五つ星レストランやオープンカフェ、バー、ビアガーデン、土産店、ナイトクラブなどがある。

- パディスマーケット (Paddy's Markets)
  - オーストラリア最大の中華街。

- ハーバーサイド (Harbor Side)
  - レストランでは世界各国の料理が楽しめる。また書籍、酒、ファッション、土産などの店もある。

ホテル
- メトロアパートメンツ (Metro Apartments on Sussex)
- サボイサービスドアパートメンツ (Savoy Serviced Apartments)
- メトロスイーツ (Metro Suites on King)
- フォーポイント・バイ・シェラトン (Four Points by Sheraton Darling Harbour Sydney)
  - オーストラリア最大のホテルで、客室が600以上ある。旧日航ダーリングハーバー。

- パシフィックインターナショナルスイーツ (Pacific International Suites Sydney)
- サマセット (Somerset Darling Harbour)
- クラウンプラザ (Crowne Plaza Darling Harbour Sydney)
- ゴールズブロウ (Oaks Goldsbrough Apartment Hotel on Darling Harbour)
- ノボテル (Novotel Sydney Darling Harbour)
- イビス (Hotel Ibis Darling Harbour)
- メルキュール (Grand Mercure Apartments One Darling Harbour)
- スターシティ (Star City)
  - 五つ星ホテル。スターシティは不夜城である当該地区の象徴といえる。

## 交通
高速道路

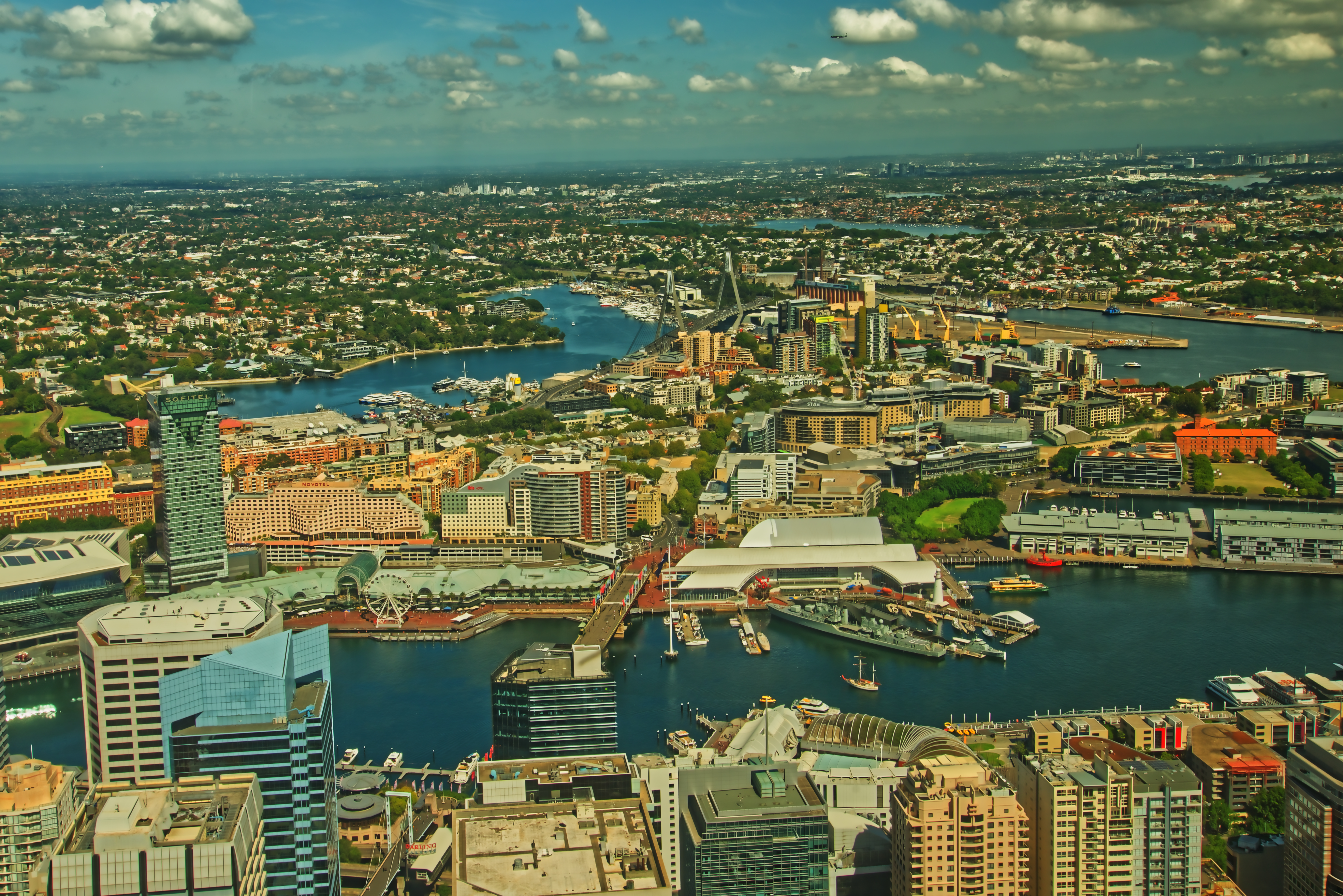
シドニータワーから

- メトロード4号・ウェスタンディストリビューター (M4;Western Distributor) - アンザック橋・ノースシドニー方面
  - キングストリート出口 (King Street off-ramp)
  - マーケットストリート入口 (Market Street on-ramp)
  - フィグストリート出口 (Fig Street off-ramp)
  - ピアモントストリート入口 (Pyrmont Street on-ramp)

- クロスシティトンネル - シドニー国際空港・キングスクロス方面

公共交通機関
- シティレール各線 - ベローラ・ブラックタウン・バンクスタウン・キャンベルタウン・シドニー国際空港・サザランド方面
  - タウンホール駅 (Town Hall railway station)
  - セントラル駅 (Central railway station)

- メトロ・ライト・レール - リリーフィールド方面
  - スターシティ電停 (Star City stop)
  - ピアモントベイ電停 (Pyrmont Bay stop)
  - コンベンション電停 (Convention stop)
  - エキシビションセンター電停 (Exhibition Centre stop)
  - パディス・マーケット電停 (Paddy's Markets stop)

- シドニーモノレール - 2013年廃止
- フェリー (Sydney Ferries) - サーキュラキー方面